# 哈特尔特
哈特尔特是德国莱茵兰-普法尔茨州的一个市镇。总面积11.53平方公里，总人口1696人，其中男性860人，女性836人（2011年12月31日），人口密度147人/平方公里。